# Pedethma howdeni
Pedethma howdeni es una especie de insecto coleóptero de la familia Chrysomelidae. Fue descrita en 2000 por Lingafelter & Konstantinov.